# Desa Cikiwul
Desa Cikiwul är en administrativ by i Indonesien.   Den ligger i provinsen Jawa Barat, i den västra delen av landet, 21 km sydost om huvudstaden Jakarta.